# Kaple svaté Anny Samotřetí (Naděje)
Kaple svaté Anny Samotřetí je barokní[zdroj?] kaple v osadě Naděje, místní části města Cvikova v okrese Česká Lípa. Postavena byla v roce 1821. Z hlediska duchovní správy spadala do farnosti Cvikov v českolipském vikariátu litoměřické diecéze. Po roce 1990 přešla do soukromého vlastnictví a byla upravena pro rekreaci. K liturgickým účelům již není užívána. 

## Historie
Kaplička svaté Anny Samotřetí byla v Naději u Trávníka postavena v letech 1821. Zasvěcena byla matce Panny Marie. V roce 1868 byla opravena a byl do ní instalován nový oltář. V roce 1921 byl do její zvoničky dán vysvěcený zvon a o dva roky později zde byla instalována deska se jmény padlých v první světové válce.
Po druhé světové válce pozvolna zchátrala, dokud nebyla soukromým majitelem upravena na rekreační objekt.